# Bria Vinaite
Bria Vinaite (Alytus, 10 de junho de 1993) é uma atriz lituana, conhecida pela participação na série The OA e no filme americano Projeto Flórida.